# Corneliu Ion
Corneliu Ion, né le 27 juin 1951 à Focsani, est un tireur sportif roumain.

## Carrière
Corneliu Ion participe aux Jeux olympiques d'été de 1980, il remporte le titre olympique dans l'épreuve du pistolet 25 mètres feu rapide. Lors des Jeux olympiques de 1984 à Los Angeles, il remporte la médaille d'argent dans la même épreuve.